# Teresa Tyszkiewicz
Teresa Tyszkiewicz, născută Ledóchowska (n. 8 iunie 1906, Cracovia, Austro-Ungaria – d. 21 martie 1992, Łódź, Polonia), a fost o profesoară de arte plastice, specialitatea pictură și pictor polonez de abstractizare non-geometrică, lector de lungă durată la Academia de Arte Frumoase „Władysław Strzemiński” din Łódź. Ea a fondat și a condus Departamentul de Imprimare pe țesături. Alături de Władysław Strzemiński și Stefan Wegner⁠(d), a avut o influență asupra modelării profilului școlii.